# 阿尔卡迪奥·文图里
阿尔卡迪奥·文图里（義大利語：Arcadio Venturi，1929年5月18日—），意大利男子足球运动员，司职中场。他曾代表意大利国奥队参加1952年夏季奥林匹克运动会足球比赛，获得第九名。